# نیدگن
شهر نیدگن (به آلمانی: Nideggen) در ایالت نوردراین-وستفالن در کشور آلمان واقع شده‌است.